# Smidtia fukushii
Smidtia fukushii là một loài ruồi trong họ Tachinidae.